# Őrség
L'Őrség ([ˈøːɾʃeːg]) est une petite région culturelle de l'ouest de la Hongrie, comprise dans le comitat de Vas autour de la localité d'Őriszentpéter. Cette région se distingue par la richesse de son patrimoine ethnographique.

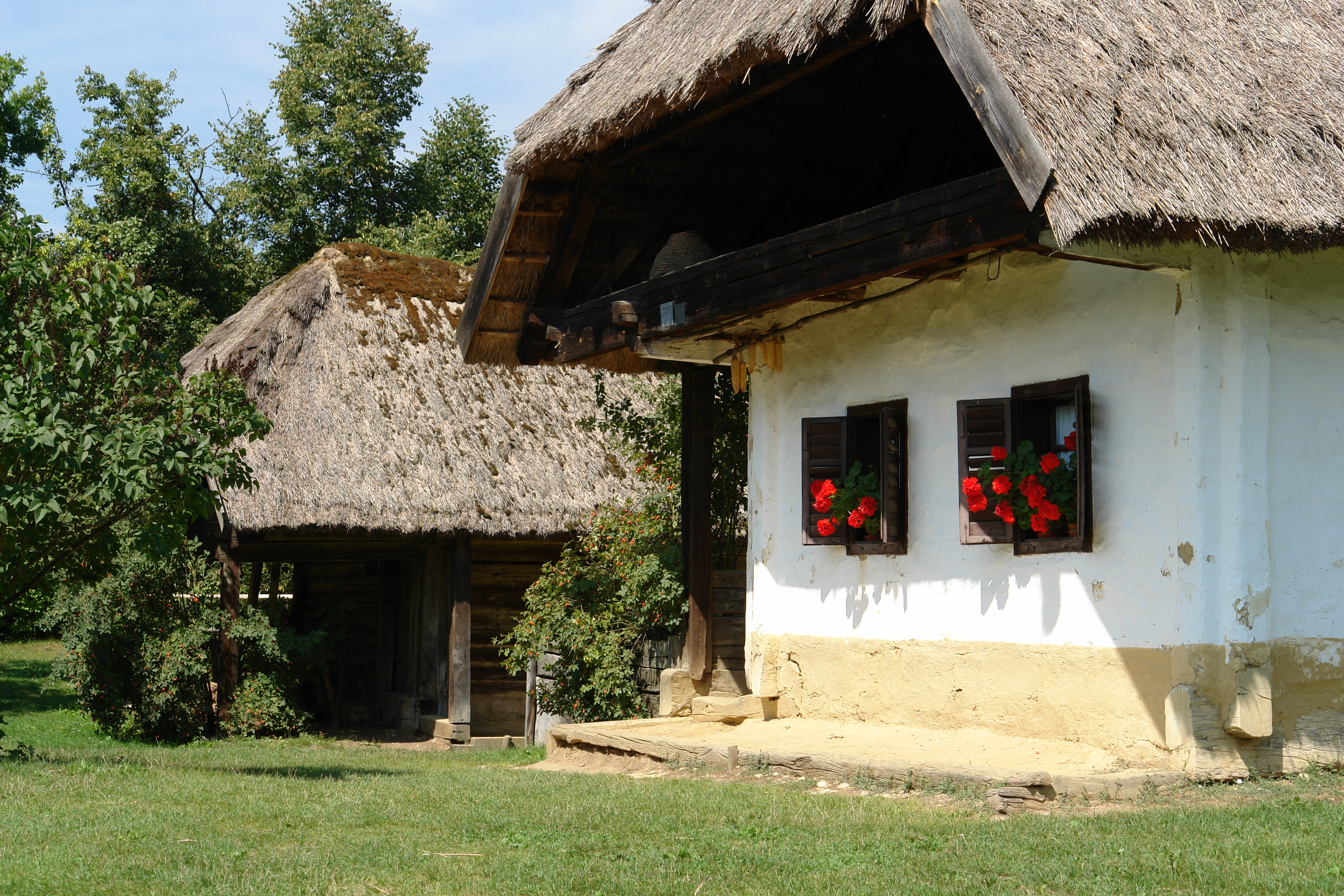
Maison traditionnelle du quartier Pityerszer à Szalafő (Népi műemlékegyüttes)
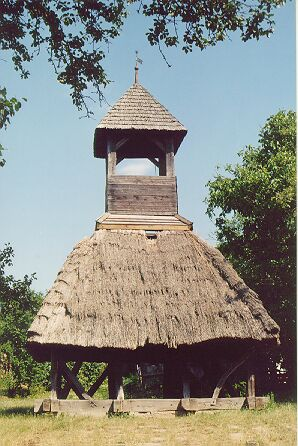
Campanile à Pankasz